# 阿霍斯基鎮區 (北卡羅萊納州赫德福德縣)
阿霍斯基鎮區（英語：Ahoskie Township）是位於美國北卡羅萊納州赫德福德縣的一個鎮區。

## 地方資料
阿霍斯基鎮區的面積為136.20平方千米，皆為陸地。根據2020年美國人口普查的數據，當地共有人口7334人，而人口密度為每平方千米53.85人。